# Нигерийская церковь объединённых херувимов и серафимов
Нигерийская церковь объединённых херувимов и серафимов (англ. Cherubim & Seraphim Unification Church of Nigeria), ранее известная как Вечный священный орден херувимов и серафимов (англ. Eternal Sacred Order of Cherubim and Seraphim, ESOCS) — христианская деноминация в Нигерии, основанная Мозесом Оримоладе Туолейсом в 1925 году. 

## История

### Основание и расколы
Церковь утверждает, что через видения и сны члены получают божественные откровения, укрепляющие связь между Богом и человечеством. Согласно вероучению, в 1925 году Иисус Христос повелел назвать группу в честь серафимов (упоминаемых в Книге Исаии 6), а в 1927 году к названию добавилось «херувимы» (Книга Исаии 5), что закрепило современное название. В 1930 году от церкви отделилось движение Аладура под руководством Джозайи Ошителу, возникшее при схожих обстоятельствах. К 1940-м годам движение распространилось за пределы Африки, включая США и Великобританию.

### Жизнь основателя
Основатель церкви, Мозес Оримоладе Туолейс, получил известность после исцеления девочки Кристины Абиодун Акинсовон из длительного транса, в котором она не могла говорить и слышать. После этого события Оримоладе и Акинсовон стали совместно проповедовать, исцелять и молиться за людей. Мозес Оримоладе Туолейс родился в 1879 году в Икаре (Нигерия) в семье Оде Соди. Согласно убеждениям верующих его церкви, рождение сопровождалось чудесными событиями: мать услышала голос будущего сына, помогавший ей поднять дрова, а новорождённый, по преданию, сразу встал и начал ходить, что испугало семью. Последователи церкви утверждают, что в детстве Оримоладе проявил духовные способности, поразив священника своим пением. Позже, несмотря на паралич, он начал проповедовать, путешествуя по Нигерии и разрушая языческие идолы.
Перед смертью в 1933 году Оримоладе предсказал всемирное распространение церкви, что, по мнению последователей, сбылось.

## Вероучение и практики
Церковь основывается на Откровении Иоанна, используя в богослужении:
- Свечи как символ божественного света (Откр. 3:1-3);
- Жезлы — знак духовной власти (Откр. 2:26-27);
- Ладан для изгнания злых духов (Мал. 1:11; Откр. 5:8);
- Колокола для созыва на молитву и привлечения ангелов;
- Белые одежды в подражание Христу.

### Ритуалы
В церкви практикуются церемонии:
- Исцеление молитвой с чтением псалмов и помазанием маслом (Иак. 5:14-15);
- Посты для укрепления духовной силы;
- Запреты на магию, пьянство и смертные грехи (Гал. 5:19-21).

### Праздники
Церковь признает праздники:
- День Архангела Михаила (29 сентября) с чтением Дан. 12 и Откр. 12;
- День Архангела Гавриила (третий четверг августа);
- День покаяния (первая пятница ноября);
- Любовная вечеря с хлебом и водой.

## Распространение
Церковь имеет отделения в Лагосе, Бенине, Абудже, а также в Лондоне и Нью-Йорке. Еженедельные службы включают:
- Воскресные богослужения;
- Молитвы за видения (понедельник);
- Изучение Библии (вторник);
- Женские и мужские молитвы (среда);
- Ночные бдения (суббота).